# Ivangorodi erőd
A középkori  ivangorodi erőd (oroszul: Ивангородская крепость, észtül: Jaanilinna linnus) a Finn-öböltől 12 km-re, Oroszország Ivangorod városában, a Leningrádi területen található, annak egyik kiemelkedő látnivalója, az orosz építészet egyik legjelentősebb műemléke.
Nevét, építésének elrendelője III. Nagy Iván nagyfejedelem után kapta.
A világon sehol nincs olyan közel, alig több mint száz méterre, két különböző országban álló két középkori erőd, mint a Narva folyó jobb partján lévő oroszországi ivangorodi erőd és bal partján lévő észtországi Hermann-vár.

## Története

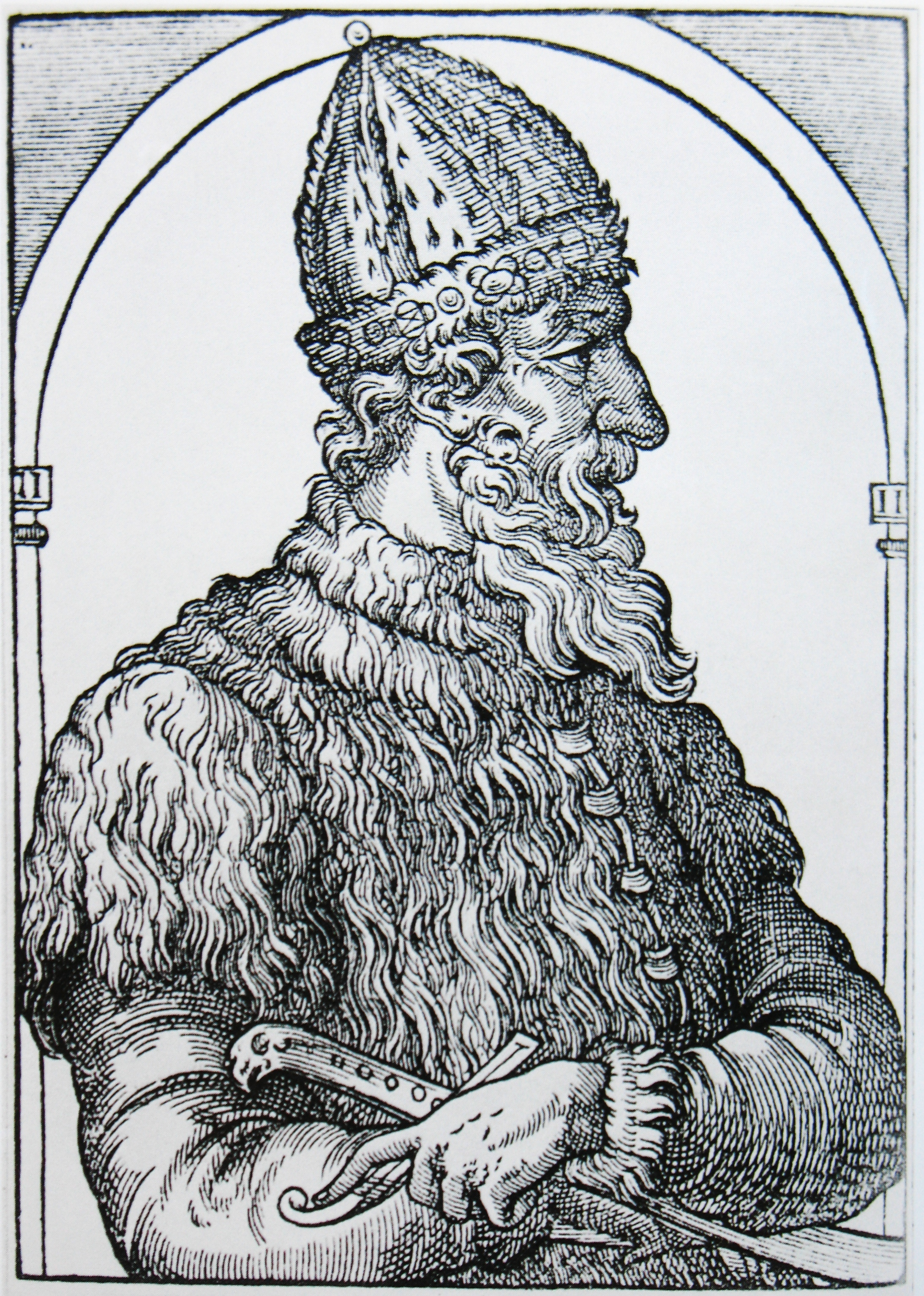
III. Nagy Iván moszkvai nagyfejedelem

Az erődöt III. Nagy Iván 1492-ben építtette a Narva folyó partján, az akkor már álló, a Német Lovagrend egyik ágának, a Livóniai Lovagrendnek a tulajdonában lévő Narva településének várával átellenben. Védelmi céllal épült, mivel a moszkoviták és litvánok között egyre nőtt a feszültség, egyre többször fenyegették egymást, a háború elkerülhetetlen volt, egyre jobban közeledett, valamint további svéd támadásokra is számítani lehetett.
Iván a folyó kanyarulatában jelölte ki a vár felépítésének helyét, úgy gondolta, három oldalról is védve lesz így a vár. Az építkezéssel nagyon gyorsan, egyetlen nyár két hónapjának leforgása alatt végeztek. Az építmény ekkor még csak 1600 m² alapterületű volt, négy azonos hosszúságú, 14 méter magas mészkőfallal és a négy sarkán négy, négyzet alaprajzú toronnyal.
1496 augusztusában – Svante Nilsson vezetésével – 70 svéd hajó, 5000 emberrel, modern lőfegyverekkel, a Narva folyó keleti oldalán partra szállva megtámadta az erődöt és mindössze hét óra alatt megtörve az orosz ellenállást, sikerült elfoglalniuk az erődöt. Az orosz hadsereg nem messze táborozott, de úgy gondolták, mire odaérnének, az erőd már úgyis elesik, ezért nem is siettek a segítségére.
A győztes svédek felajánlották az elfoglalt erődöt a Livóniai Rend vezetőinek, de ők annyira értéktelennek tartották, hogy azt válaszolták a svédeknek, megtarthatják. Moszkvából a felmentő seregek elindultak a visszafoglalásra, minek hírére a svédek háromszáz fogollyal elhagyták a várat. 
1499-ben a megrongálódott erőd hibáit felmérték, Ivan Gundor és Mihail Kljapin hercegek vezetésével, háromezer moszkvai katona elkezdte a károk kijavítását. A falakat 19 méter magasra és háromrétegűre erősítették, hét, 20–22 méter magas toronnyal megépült a bojár város. Ekkorra az erőd már 2,5 hektáron terült el. 
Az 1500–1502 közötti második muszkovita–litván háború alatt, az erődöt 1502-ben megostromolták, de nem tudni, hogy ebben az ostromban ki volt a támadó, a litvánok, a Livóniai Rend, vagy a svédek. 

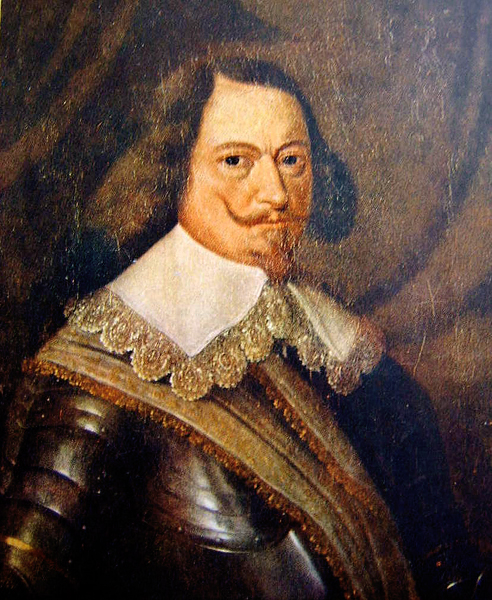
Jacob Kettler

Újabb fejlesztések és bővítések kezdődtek a 16. században. Új falak építésével az erődöt a folyó széléig szélesítették meg, lehetetlenné téve az ellenségnek a partraszállást. 
A 16. századi oroszok szinte ugyanolyan komolyan gondolkodtak a vallásról, mint a spanyolok, ezért fontos volt, hogy az erőd belsejébe is kerüljön templom. Ezt 1498-ban a Csodatévő Szent Miklós-templom és valamivel később, a 16. század vége felé pedig a Boldogságos Szűz Mária Mennybemenetele templomának megépítésével valósították meg. 
1556–1558 Ivangorod történetének harmadik építési periódusa. Az erőd utolsó részét, az erőd északkeleti irányú védelmére építették.
1558-ban IV. (Rettegett) Iván támadásával elkezdődött a livóniai háború. Áprilisban 9 napon át ágyúzták az ivangorodi erődből Narvát, melyre a megtámadott fél visszatámadással válaszolt. Május 11-én Narvában, ismeretlen okból hatalmas tűz keletkezett, melyet az oroszok azonnal kihasználtak. Csapataikkal átkelve a folyón elfoglalták Narvát és az erődöt is. Ebben az évben a két erőd között híd épült.
1581-ben a svédek az ivangorodi és a narvai erődöt is elfoglalták, 10 évig meg is tartották, ezután önként elmentek. 
1583-ban a livóniai háború Oroszország vereségével véget ért.
1610-től 1617-ig tartott az orosz–svéd (vagy ingermanlandi) háború, ezen belül 1612. december 3-án a svédek féléves ostrom után újra elfoglalták az erődöt és a háború végéig meg is tartották. 1617-ben a sztolbovói béke aláírásakor hivatalosan is a svédek tulajdonába került a vár és az elkövetkező 100 évben az övék is maradt. Börtönként használták, a magas társadalmi státuszú foglyokat tartották itt, pl. Jacob Kettler, Kurzeme hercege is itt raboskodott körülbelül egy évig, családjával együtt. Bővítették is az építményt, további épületekkel toldották meg, 1695 és 1698 között egy fegyverraktárral, és egy új bástyával. 
1700 augusztusában a nagy északi háború a narvai erőd orosz csapatok általi sikertelen ostromával kezdődött.
Az ivangorodi erődöt I. Nagy Péter 1704-ben foglalta vissza a svédektől. Az erődben lévő két templomot nagyban érintették az erőd tulajdonoscseréi. A templomok kezdetben ortodox templomok voltak, az oroszok miatt, a svédek viszont luteránussá szentelték át őket, később az oroszok nem szentelték vissza ortodoxszá, inkább 40 évre bezárták mindkettőt. 
A nagy északi háború az 1721. augusztus 30-án aláírt nystadi békeszerződéssel fejeződött be. Az ivangorodi és a narvai erőd is az oroszok tulajdonába került.
Az 1728-as beszámoló szerint az orosz katonai tanács az erőd védelmi erejét gyengének nyilvánította, azt az ország védelmére alkalmatlannak találta.
Nagy Katalin elrendelte a templomok újranyitását, ortodox vallás szerint.
1840-ben, 1863-ban és 1911–1915 között is végeztek felújítási munkálatokat, ami már főleg a történelmi látványosság miatt, nem pedig harcászati célból történt. 
1914 márciusában a németek kezébe, majd négy évvel később, 1918 és 1939 között az Észt Köztársasághoz került, mivel Narva város részének tekintették. 1939-ben az észtek próbáltak függetlenné válni, de nem tudtak, mert a Molotov–Ribbentrop-paktum értelmében Észtország szovjet befolyás alá került, ezért hozzájuk csatolták őket. 1940-ben az erőd is a Szovjetunióhoz került. 
A nácik 1941-ben betörtek Oroszországba és Kelet-Európába, és két hadifogolytábort hoztak létre az ivangorodi erődön belül. 1944. július 25-én kiűzték őket, de a németek visszavonulásuk előtt még elpusztították az erőd jelentős részét. A hat saroktorony, a falak nagy része, valamint a templomok is jelentős károkat szenvedtek. A legtöbb belső épület romba dőlt. Az erőd ebben az állapotában állt 1964-ig, ekkor kezdődtek meg a helyreállításának munkálatai. 1976 és 1985 között a belső templomokat is felújították.
1986 óta hivatalos védelem alatt áll. 
1987 és 1988 között a Boldogságos Szűz Mária Mennybemenetele templom koncertteremként funkcionált. 
Jelenleg az ivangorodi erődben nem maradt sok belső szerkezet, de a tornyot és a falakat felújították, a két templom nagyon szép látnivaló benne és egy történeti és művészeti múzeumnak is otthont ad. 
Az észtek az 1920-as határokat ismerik el, mely szerint az erőd Észtországhoz, Narvához tartozott, viszont mindenki más elismeri, hogy Ivangorod és annak erődje Oroszországhoz tartozik.
Az észtek az észt ötkoronás bankjegyen a Hermann-vár mellett az ivangorodi erődöt is megjelenítették, ami az oroszok tiltakozását váltotta ki, mivel ezt területi igénynek vették.

## Képgaléria
|  |  |  |  |